# 382

## Догађаји
- 3. октобар – Цар Теодосије I наређује свом генералу Сатурнину да закључи мировни споразум са Визиготима, дозвољавајући им да се населе јужно од Дунава. Постављени су као федерати у Мезији и Тракији са титулом „Савезници римског народа“, у замену за пружање контингента помоћних трупа за одбрану граница.
- Завршен је Готски рат (377—382)
- Цар Грацијан одбија божанске атрибуте царског култа и уклања Олтар победе из Сената.
- Римски сабор успоставља библијски канон у цркви. Папа Дамас I наручује ревизију Vetus Latina, што на крају резултира Јеронимовом Вулгатом. Сабор усваја тринитаризам као доктрину, осуђујући аполинаризам. Теодосије I наређује прогон манихејских монаха.
- Јован Златоусти у својим проповедима говори о девствености Пресвете Богородице.